# Бабодинка
Бабодинка — колишнє село в Україні; підпорядковувалось Новоолександрівській сільській раді Троїцького району Луганської області.
Знаходилось на 1 км південніше адміністративного центру сільської ради — села Новоолександрівка, на відстані 18 км від районного центру, смт Троїцьке, та 158 км від обласного центру — міста Луганськ.
Виключене з облікових даних 23 вересня 2005 року рішенням Луганської обласної ради.